# 垂直腔面射型雷射器
發射器（Vertical-Cavity Surface-Emitting Laser，簡稱VCSEL，又譯垂直共振腔面射型雷射）是一種半導體，其雷射垂直於頂面射出，與一般用切開的獨立晶元製程，雷射由邊緣射出的邊射型雷射有所不同。
在製作的過程中，VCSEL比邊射型雷射多了許多優點。邊射型雷射需要在製作完成後才可進行測試。若一個邊射型雷射無法運作，不論是因為接觸不良或者是物質成長的品質不好，都會浪費製作過程與物質加工的處理時間。然而VCSEL可以在製造的任何過程中，測試其品質並且作問題處理，因為VCSEL的雷射是垂直於反應區射出，與邊射型雷射平行於反應區射出相反，所以可以同時有數萬個VCSEL在砷鎵晶元上被處理。此外，既使VCSEL在製造的過程需要較多的勞動與較精細的材料，生產結果是可被控制的及更多可被預期的。

## 結構
一個雷射諧振器是由兩面分散式布拉格反射器 (DBR)平行於一個晶元主動反應區表面，此反應區是由一到數個量子井所構成，使雷射光帶存在於其中。一個平面的DBR是由幾層不同高低折射率的透鏡所組成。每層透鏡的厚度為四分之一的雷射波長，並給予超過99%的反射強度。為了平衡在VCSEL中增益區域的短軸長，高反射率的透鏡是必要的。
在一般的VCSEL中，較高和較低的兩個透鏡分別鍍上了p型材料和n型材料，形成一個接面二極體。在較為複雜的結構中，p型和n型區域可能會埋在透鏡中，使較複雜的半導體在反應區上加工做電路的連接，並除去在DBR結構中電子能量的耗損。
VCSEL的實驗室使用新的材料系統做研究，反應區可能會因短波長的外光源（通常是其他雷射）而被幫浦。這使得VCSEL可以在不考慮達到良好的電路品質的額外問題下被論證；然而這樣的裝置對大多數的應用不是實際的。
波長從650nm到1300nm的典型VCSEL是以砷化鎵（GaAs）和鋁鎵砷化物（AlxGa(1-x)As）構成的DBR所組成的鎵砷晶元為基底。GaAs/AlGaAs系統由於材料的晶格常數在組成有變動時，不會有非常強烈的改變，且允許多個晶格配對復生層成長於砷化鎵的底層，所以非常適合用來製造VCSEL。然而，當Al分子增加時，鋁鎵砷化物的折射率就會變強，與其他系統比較起來，要組成一個有效的布拉格鏡，所用的層數就會達到最少。
此外，在鋁較集中的部份，一種氧化物會形成AlGaAs，而這種氧化物可以被用來限制VCSEL中的電流，達到低閘值電流的目的。
近來有兩種主要的方法來限制VCSEL中的電流，依照其特性分成兩種：離子內嵌VCSEL和氧化型VCSEL。
在90年代前期，電子通訊公司較傾向於使用離子內嵌VCSEL。通常使用氫離子H+植入VCSEL結構中，除了共振腔以外的任何地方，用以破壞共振腔周圍的晶格結構，使電流被限制。90年代中期，這些公司們紛紛進而使用氧化型VCSEL的技術。氧化型VCSEL是利用VCSEL共振腔周圍材料的氧化反應來限制電流，而在VCSEL結構內部含鋁較多的金屬層會被氧化。氧化型雷射也常使用離子內嵌的技術。因此在氧化型VCSEL中，電流的路徑就會被離子內嵌共振腔與氧化共振腔所限制。
由於氧化層的張力與其他的缺陷，始得共振腔出現“popping off”，因此最初使用氧化型VCSEL時遭遇到了許多困難。然而，經過了多次的測試，證明了VCSEL的realibilty是很完整的。在Hewlett Packard的氧化型VCSEL研究中指出，“壓力會造成氧化型VCSEL的活化能與wearout生命週期相似於內嵌式VCSEL所發出的輸出能量大小。” 
當工業界要從研究和開發轉至氧化型VCSEL的生產模式時，也產生了生產上的困難。氧化層的氧化率與鋁的含量有非常大的關係。只要鋁的含量有些微的變化，就會改變其氧化率而導致共振腔的規格會過大或過小於標準規格。
波長從1300nm至2000nm的長波長裝置，至少已經證實其活化區是由磷化銦所構成。有更長波長的VCSEL是有實驗根據的且通常為光學幫浦。1310nm的VCSEL在矽基光纖的最小波長限度中是較為理想的。

### 特殊型態
- 多重反應區域設計（aka bipolar cascade VCSELs）。允許回饋時不同效能量值之間的差異超過100%。
- 通道相接VCSEL：利用通道相接（n+p+），一個對電子有利的n-n+p+-p-i-n結構就可以被建立，且可以影響其他結構的分子。（e.g. in the form of a Buried Tunnel Junction (BTJ)）.
- 可利用機械式（MEMS）調整鏡面來廣泛的調整VCSEL。
- "晶元接合"或"晶元融合"VCSEL：利用兩種不同的半導體材料可以製造出不同性質的底層。
- Monolithically光學幫浦VCSEL：兩個相疊合的VCSEL，其中一個利用光學來對另一個作幫浦。
- 縱向的VCSEL整合監測二極體：一個光二極體與VCSEL的背面鏡子做整合。
- 橫向的VCSEL整合監測二極體：利用適當的VCSEL晶元石刻法，一個發光二極體就可以被製造用來測量鄰近VCSEL的發光強度。
- 具有外部共振腔的VCSEL，參照VECSEL（英语：VECSEL）或是盤雷射半導體disk laser（英语：disk laser）。VECSEL是傳統雷射二極體的光學幫浦。這樣的設置使裝置有更廣泛的區域可被幫浦，也因此有更多的能量可被吸收，大約30W左右。外部共振腔也允許了intracavity技術，如頻率倍增、單頻操作和femtosecond pulse modelocking。
- 垂直共振腔半導體光學擴大器VCSOA（（页面存档备份，存于））。與震盪器不同，這個裝置使擴大器更優化。因為VOSOA必須在限制下工作，故會要求減少鏡子的反射以達到減少回饋的作用。為了使訊號增至最大，這些裝置會包含大量的量子井（光學幫浦裝置已被證實有21-28個量子井），導致訊號的增加量值比典型的VCSEL來的大（約5%左右）。這裝置的運作於窄線寬的擴大器（約十幾個GHz），且可能可以有增強濾光器的效果。

## 特性
因為VCSEL是從積體電路的頂面發出雷射光，所以它們被分割成單獨的個體以前，可以直接在晶元上測試。這可以節省半導體製作過程中裝置的花費及使用。這也允許VCSEL的製作不再只是一維，而可以是二維的排列。
較大的VCSEL輸出孔徑，與大多數邊射型雷射比較，產生輸出光束的一個較低的發散角，並且使光纖的連線效率更高。
與大多數的邊射型雷射比較，一個高反射率的鏡子減少了VCSEL的閘值電流，造成低功率的消耗。然而至今，VCSEL所發射的能量較邊射型雷射少。較低的閘值電流也允許VCSEL存有高本質的調整帶寬。
VCSEL的波長在反應區的獲得帶中，可以藉由調節反射層的厚度而改變。

## 應用
- 光纖的資料傳輸
- 類比寬頻訊號傳輸
- 吸收光譜學（TDLAS）
- 雷射印表機
- 電腦滑鼠

## 歷史
第一個VCSEL是在1979年由Soda, Iga, Kitahara and Suematsu (Soda 1979)所發表，但是直到1988年以前，室溫下的等幅波控制未曾被報告。VCSEL這名詞是在1987年時，被杜撰於美國光學協會（Optical Society of America）出版物上。如今VCSEL以取代邊射型雷射而應用在短程的光纖通訊上，如乙太網路和纖維通道（Fibre Channel）。

## 外部連結
- Long Wavelength Surface Emitting Lasers: Introduction
- Britney's Guide to Semiconductor Physics: VCSELs（页面存档备份，存于）